# 洛克人X2
《洛克人X2》是電視遊戲洛克人X系列主軸故事的第二作，講述艾克斯在打敗西格瑪後所遇到的新一波危機。本作特別採用了用作運算及顯示線框模型的C4晶片。
《洛克人X2》的開場畫面中有出現「決戰反擊獵人」的副題。

## 故事大綱
最強的雷普利機械人：非正規獵人第17精銳部隊的隊長──西格瑪，突然向世界宣戰叛亂。兩位新的獵人成員：艾克斯與傑洛，一同將西格瑪「消滅人類、建立只有雷普利機器人國度」的計劃破壞，世界亦回復和平，但傑洛也犧牲了自己的性命。
第一次雷普利機器人大戰後的六個月──非正規機器人發生暴亂的事件數量不降反升，經獵人組織的總部調查後，證實在某一處荒涼沙漠中，有一座廢棄工廠被重建起來並製造充滿惡意的機械，而這些生產出來的製成品中，皆裝有刻上前西格瑪軍隊標誌的晶片。剛剛上任獵人第17精銳部隊的艾克斯帶隊調查，成功破壞該工廠。
不久，一個自稱反擊獵人的組織向艾克斯宣稱他們擁有傑洛的身體部件，並向艾克斯作出挑戰：打敗八位反亂的雷普利機器人。的確，此時凱恩博士正擁有著傑洛的晶片，在上一次大戰傑洛的自爆風波中奇跡無損。同時，這也意味著，誰能擊倒對方，就能夠奪取傑洛的部件並將其復活。
一方為了朋友，一方為了野心，一場新的戰鬥，一切即將爆發。

## 遊戲系統
- 快驅座騎（╱  ）

本作新增騎乘裝甲以外的另一種工具，類似電單車，但它純粹以空氣推進，有兩段速度，車頭亦有一小塊炮座可連射攻擊。
- 騎乘裝甲（╱  ）

自前作大戰的拳頭版本進化而來，除了雙手由鐵拳改成針刺拳外，引擎出力及噴射口力道有大幅度的進展，不但可驅使背後的飛翼噴射器做出機體短暫浮空跟空中衝刺外，針刺拳可以輪轉並配合原本機體的地上衝刺激機能，做出大威力的突進攻擊

## 歌曲

### 廣告
- 世界が終わる瞬間（とき）

REDIEAN;MODE主唱